# Antrophyum brassii
Antrophyum brassii là một loài dương xỉ trong họ Pteridaceae. Loài này được S.Linds. mô tả khoa học đầu tiên năm 2003.